# 3668 Ilfpetrov
3668 Ilfpetrov eller 1982 UM7 är en asteroid i huvudbältet som upptäcktes den 21 oktober 1982 av den rysk-sovjetiska astronomen Ljudmila Karatjkina vid Krims astrofysiska observatorium på Krim. Den har fått sitt namn efter de båda sovjet-ukrainska författarna Ilja Ilf och Jevgenij Petrov, vilka var kända under namnet Ilf och Petrov.
Asteroiden har en diameter på ungefär sex kilometer.